# Курское княжество-епископство
Курское княжество-епископство (нем. Bistum Chur, итал. Principato vescovile di Coira, романш. Chapitel catedral da Cuira) — одно из суверенных территориальных княжеств Священной Римской империи.
Епископ диоцеза в Куре впервые  упоминается в 451 году, хотя, согласно легенде, первым епископом здесь был ещё святой Луций в начале V века.
С 1170 года по воле императора Фридриха Барбароссы епископ Кура становится ещё в качестве светского правителя с титулом князя-епископа Кура как части Священной Римской империи. Князь-епископ Кура контролировал большую часть современного кантона Граубюнден, а также имел во владении земли в Кьявенне и Бормио (современная Ломбардия), а также в Финшгау, немецкоязычной части современной провинции Больцано.
12 января 1447 года папа Евгений IV издал папскую буллу императору Фридриху III, разрешающую ему отныне назначать епископов для Кура. До этого епископ назначался папой.
C конца XIV века княжество-епископство Кур вошло в Лигу дома Божьего, которая с 1471 года вместе с Лигой десяти сообществ и Серой лигой объединились в государственное образование Три Лиги. Земли в Финшгау перешли под контроль Габсбургов, светская власть перешла к Трём Лигам, а после Реформации единственной территорией княжества оставались поместья епископа Кура.
В октябре 1621 года полковник Балдирон Австрийский напал на княжество-епископство с отрядом численностью около 8 тыс. человек. 22 ноября того же года Балдирон и его солдаты захватили Кур. В последующем мирном соглашении к Австрии отошёл Нижний Энгадин. 27 октября 1624 года армия из восьми тысяч французских и швейцарских солдат во главе с маркизом де Кёвром атаковала австрийцев, размещённых в Куре, сумев захватить город и прилегающие земли.
В 1801 году последние права князя-епископа  были утрачены на территории Граубюндена, хотя княжество-епископство Кур формально существовало до 1803 года. Большая часть отошла к Гельветической республике, небольшие владения стали итальянскими землями. Епископ Кура же остался во главе епископства, окормляющего католиков кантонов Граубюнден, Швиц, Ури, Гларус, Обвальден, Нидвальден и Цюрих. Диоцез существует до настоящего времени и подчиняется непосредственно Папе римскому.